# Splitterne
Splitternen (Thalasseus sandvicensis) er en fugleart, der yngler visse steder langs kysterne af Europa og det vestlige Asien. Splitternen er en stor terne, der blandt andet kendes på sit sorte næb med gul spids og den sorte nakketop. Det videnskabelige artsnavn sandvicensis er givet af den engelske ornitolog John Latham efter byen Sandwich ved østkysten af Kent i det sydøstlige England.

## Danmark
I Danmark yngler splitternen med cirka 5100 par (i 2011) fordelt på et mindre antal store kolonier spredt over hele landet. Arten yngler oftest midt i kolonier af hættemåge på ubeboede småøer i fjorde eller langs kyster. I 2006 ynglede 3300 par i en enkelt koloni på Langli ved Vadehavet.
De danske fugle overvintrer i Afrika ud for Vestafrika og i Guineabugten.